# ラムヤ・クリシュナ
ラムヤ・クリシュナ（Ramya Krishna、1970年9月15日 - ）は、インドの女優。テルグ語映画、タミル語映画、ヒンディー語映画、マラヤーラム語映画、カンナダ語映画など200作品以上の映画に出演しており、フィルムフェア賞 南インド映画部門、ナンディ賞、タミル・ナードゥ州映画賞を受賞している。
1999年公開の『パダヤッパ いつでも俺はマジだぜ!』での演技を評価されてフィルムフェア賞 タミル語映画部門主演女優賞を受賞し、人気女優の一人になった。また、2009年公開の『Konchem Ishtam Konchem Kashtam』ではフィルムフェア賞 テルグ語映画部門助演女優賞を受賞している。2015年公開の『バーフバリ 伝説誕生』、2017年公開の『バーフバリ 王の凱旋』でも高い評価を得ており、『バーフバリ 伝説誕生』ではフィルムフェア賞テルグ語映画部門助演女優賞、ナンディ賞 助演女優賞を受賞している。

## 生い立ち
1970年9月15日にタミル語話者の家庭に生まれる。著名な俳優・コメディアンとして知られているチョー・ラマスワミーの姪にあたる。幼少期に南インドの古典舞踊バラタナティヤム、クチプディを習得し、数多くの舞台に立ってきた。
2003年6月12日にテルグ語映画監督のクリシュナ・ヴァムシーと結婚し、息子を出産している。

## キャリア
1984年に『Neram Pularumbol』に出演し、女優としてのキャリアを始める（同作公開は1986年）。1985年公開の『Bhale Mithrulu』でテルグ語映画に初出演し、1989年公開の『Sutradharulu』で高い評価を得た。1990年代にはサウンダリヤー、ミーナ、ロージャー、ナグマと共にテルグ語映画を牽引した。この時期に出演した成功作には、K・ラーガヴェンドラ・ラーウが監督を務めた『Alludugaru』『Allari Mogudu』『Major Chandrakanth』『Allari Priyudu』がある。1997年公開の『Annamayya』ではアッキネーニ・ナーガールジュナと共演し、興行的な成功を収めた。1998年公開の『Kante Koothurne Kanu』ではナンディ賞 助演女優賞を受賞した。同年には『Bade Miyan Chote Miyan』でアミターブ・バッチャン、ゴーヴィンダーと共演し、1999年公開の『パダヤッパ いつでも俺はマジだぜ!』ではラジニカーントと共演している。
2015年公開の『バーフバリ 伝説誕生』ではプラバース、ラーナー・ダッグバーティと共演して国母シヴァガミを演じ、『Mama Manchu Alludu Kanchu』でも主要キャストとして出演している。2017年には『バーフバリ 王の凱旋』で再び国母シヴァガミを演じ、高い評価を得ている。